# Nœux-lès-Auxi
Nœux-lès-Auxi ist eine französische Gemeinde mit 185 Einwohnern (Stand 1. Januar 2022) im Arrondissement Arras des Départements Pas-de-Calais. Sie liegt im Kanton Auxi-le-Château und ist Mitglied des Kommunalverbandes Ternois.
| Buire-au-Bois   |         | Boffles, Fortel-en-Artois |
| Auxi-le-Château | Kompass |                           |
| Beauvoir-Wavans |         | Villers-l’Hôpital         |

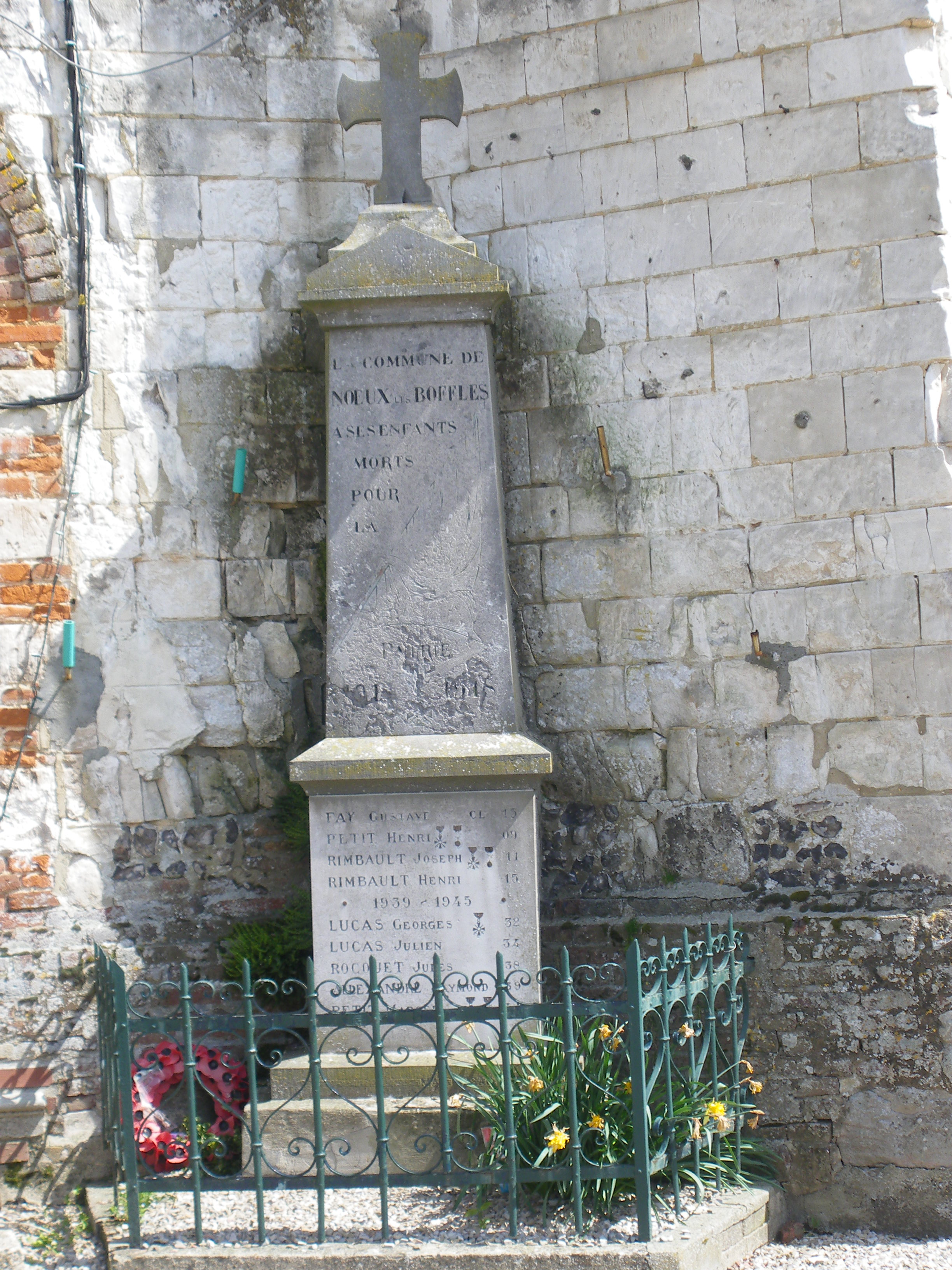
Kriegerdenkmal
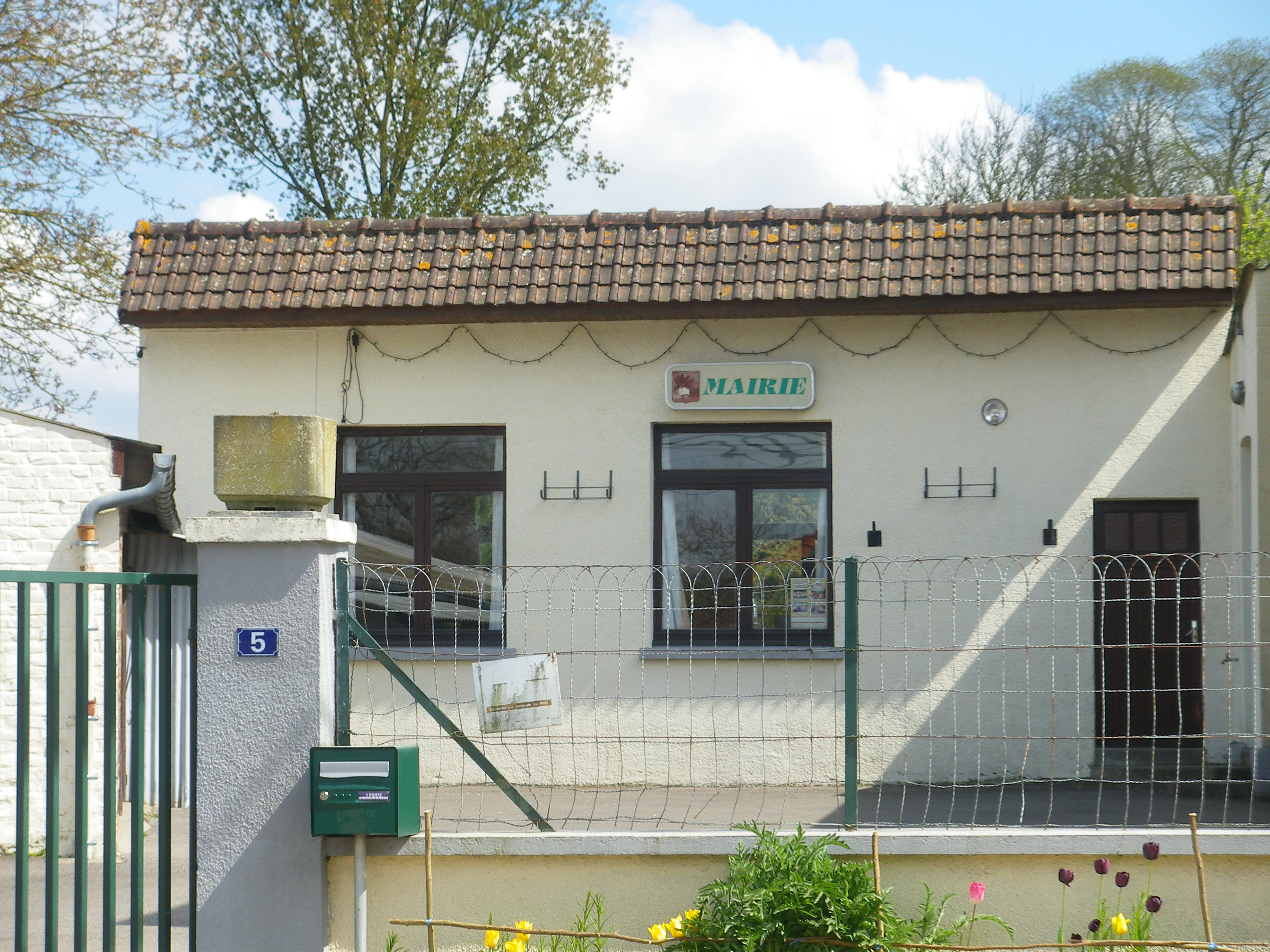
Rathaus
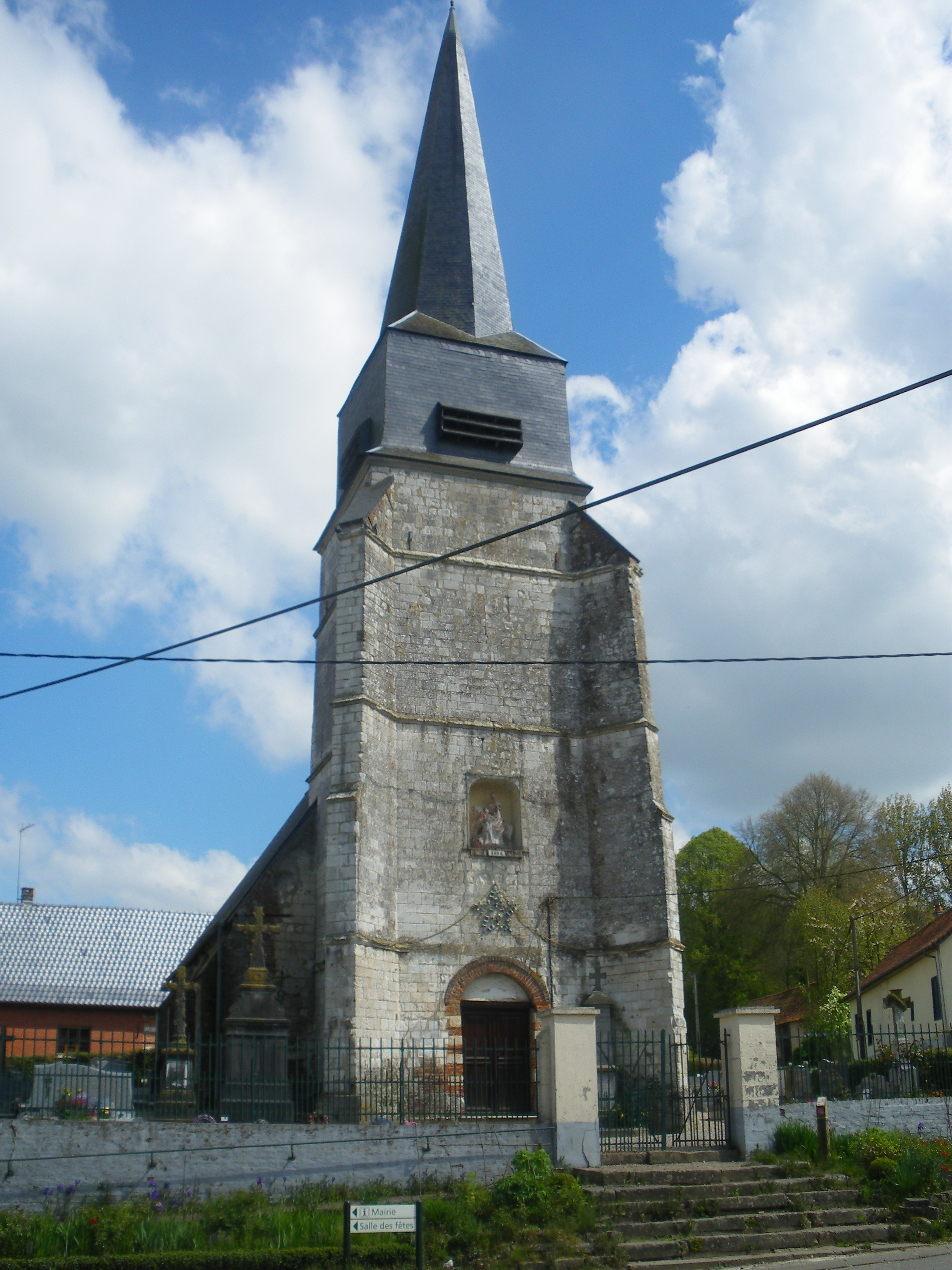
Kirche Saint-Martin
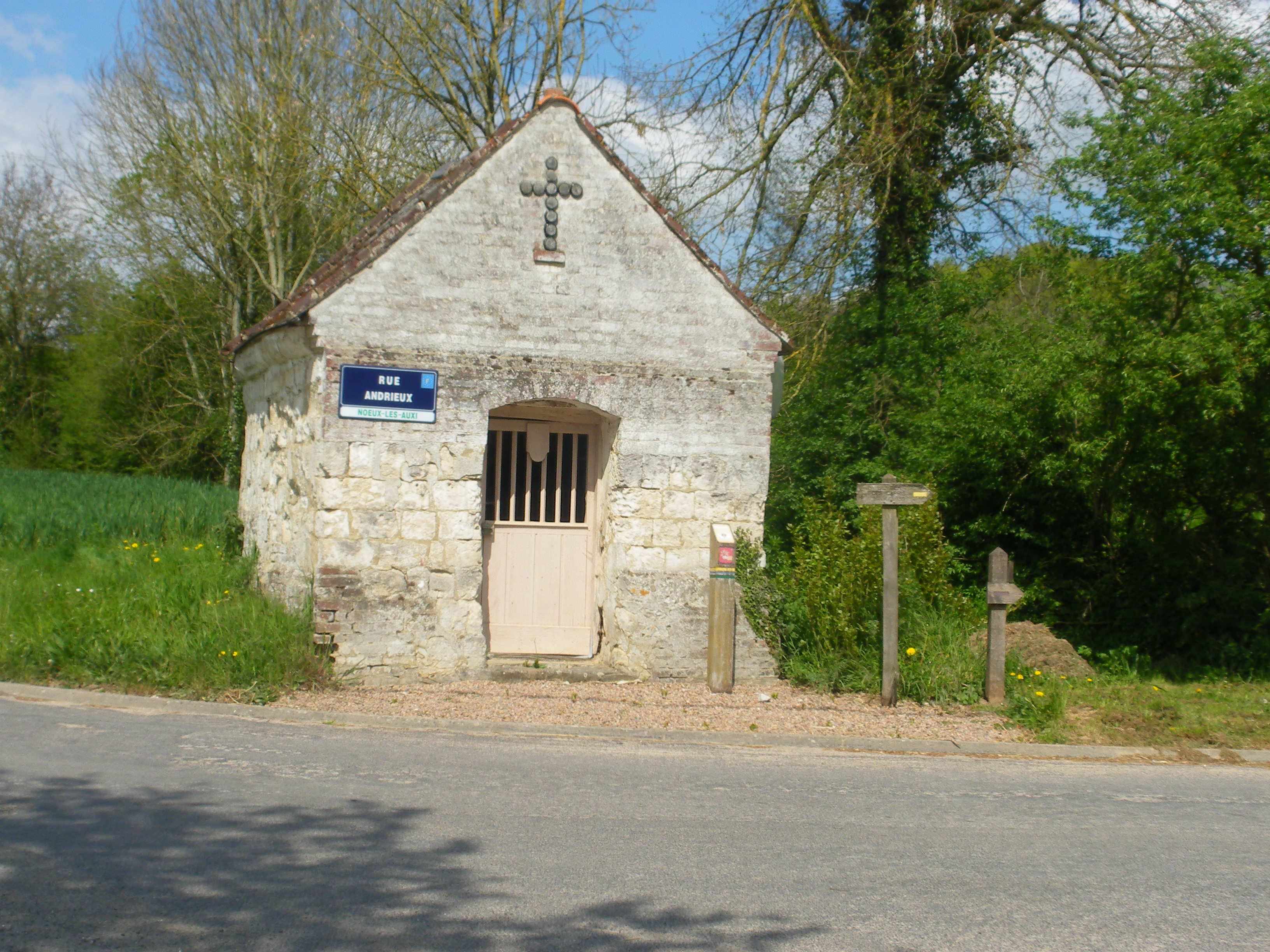
Kapelle